# میرزا مسیح مجتهد
میرزا مسیح استرآبادی معروف به میرزا مسیح مجتهد (زاده۱۱۹۴ ق تهران _ درگذشته۱۲۶۳ قمری) از روحانیان قرن سیزدهم و فرزند محمد سعید و نسب او از استرآباد بود. میرزا مسیح مجتهد تهرانی یکی از فقها و مراجع مکتب تهران و قم بود که در جریان حمله مردم تهران به سفارت روسیه و قتل گریبایدوف رهبری مردم را به عهده داشت.

## کودکی و نوجوانی
وی در سال ۱۱۹۳ هق در شهر استرآباد یا گرگان فعلی متولد شد. پدرش قاضی سعید نامی بوده‌است. دوران کودکی وی مصادف با هرج و مرج و ناامنی در سرتاسر ایران ناشی از درگیری بین زندیه و قاجاریه بوده‌است. در این شرایط پدرش قاضی سعید سعی می‌کند تا فرزندانش را در محیطی با تکیه بر آداب و باورهای دینی و فرهنگ اهل بیت پرورش دهد. میرزا مسیح پس از تحصیل نزد پدرش، برای ادامه تحصیلاتش راهی قم می‌شود. او در قم نزد میرزای قمی تلمذ می‌کند و استفاده‌های فراوان می‌برد. او در آثار خودش از میرزای قمی با القابی همچون «شیخنا» یاد کرده‌است.
وی پس از تحصیلات مقدماتی برای ادامه تحصیل عازم عتبات شد و پس از تکمیل و رسیدن به درجه اجتهاد به تهران بازگشت.

## اساتید
- میرزای قمی

## شاگردان
- حاج میرزا نصرالله مشهدی (تربتی)
- حاج میرزا احمد ساوجی
- مولانا عبدالرحمن شیخ الاسلام

## فعالیت‌ها
میرزا مسیح به سبب فتوای معروفی که -به فتوای گریبایدوف معروف است -رهبری مردم علیه شورش بر سفارت روس را بر عهده گرفت و همین امر باعث تبعید وی شد. وی در مقابل بیگانگان به مردم هشدار می‌داده که باید از ارزش‌های دینی و مذهبی دفاع کنند. چرا که این ارزش‌ها سد محکمی در برابر غارت منابع و بهره‌برداری سیاسی از این سرزمین است. در رجب ۱۲۴۳ قمری پاسکویچ ژنرال فاتح جنگ‌های دوم ایران و روس خواهر زاده خود الکساندر گریبایدوف را که عضو لژهای فراماسونری بود،به عنوان سفیر روسیه به ایران فرستاد.
مطابق مفاد عهدنامه ترکمانچای گریبایدوف مأموریت داشت مردان و زنان گرجی را که بعد از دو جنگ ایران و روس اسیر شده بودند و ساکن ایران شده بوند را در صورت تمایل خودشان به روسیه بازگرداند.
مأموران گریبایدوف با این بهانه و بدون اجازه افراد؛ به شناسایی ارمنی‌ها و گرجی‌های مقیم تهران و به ویژه زنان برآمدند و آن‌ها را با وجود اینکه به عقد مسلمانان درآمده بودند و دارای چندین فرزند بودند؛ به سفارت روسیه می‌بردند. و آنان را مجبور به ترک اسلام می‌کردند.
ورود بی اجازه مأموران وی به منازل مردم به بهانه یافتن زنانی که سابقاً در مناطق جدا شده از ایران زندگی می‌کردند؛ خشم مردم را برانگیخت.
حاج میرزا حسن حسینی فسایی می‌نویسد: 
«...(گریبایدوف) اسرای گرجستان و ارمنستان را که از زمان قدیم در حرمسرای دولت و ارباب شوکت صاحب اولاد بودند از فرط غرور مطالبه می‌نمود.»
جهانگیر میرزا هم در تاریخ خود آورده‌است که گریبایدوف زنان اهل اسلام را به زور و با حالتی توأم با ضرب و جرح به خانه خود برده، شب‌ها نگهداری می‌کرد؛ که این اعمال او در نظر اهل اسلام ناپسند آمد.
به دنبال اسارت دو نفر از زنان گرجی مسلمان شده در سفارت روسیه؛ میرزا مسیح مجتهد با ارسال نمایندگانی به سفارت روسیه درصدد بازگشت آن‌ها برآمد. این نمایندگان با برخورد زننده گریبایبدوف روبرو شدند. گریبایدوف همچنین ۲۰۰ محافظ در اطراف خانه‌اش مستقر کرد.
سرانجام میرزا مسیح مجتهد فتوا داد که نجات زنان مسلمان از چنگال کافران مجاز است. یک روز پس از صدور فتوا، بازار تهران بسته شد و گروهی از مردم به طرف خانه گریبایدوف حرکت کردند.
سفارت روسیه محاصره شد و با قتل پسر بچه‌ای ۱۴ ساله توسط محافظان سفارت؛ مردم به درون سفارت ریختند و گریبایدوف را به قتل رساندند.
دولت روسیه به دلیل درگیری در بالکان با عثمانی تمایلی به درگیری مجدد با ایران نداشت؛ لذا با پذیرفتن هیئت ایرانی قضیه قتل گریبایدوف خاتمه یافت.

## درگذشت
وی به خاطر فعالیت‌هایی که منجر به قتل گریبایدوف شد؛ به عتبات تبعید شد و ۱۸ سال در تبعید بود و سپس به تهران (در سال ۱۲۴۵ قمری) بازگشت.
وی در سن ۷۰ سالگی در سال ۱۲۶۳ قمری در حالی که مجدداً به عراق بازگشته بود؛ درگذشت و در نجف و حرم علی بن ابی طالب به خاک سپرده شد.

## آثار
- قواعد الاصولیه
- شرح کتاب المعاطاه
- شرح قواعد الاحکام فی معرفه الحلال والحرام
- شرح مختصر النافع
- رساله فی احکام النیابه و جواب الأسئله الفقهیه
- رساله عملیه «المصباح الطریق الفلاح»
- المصباح
- کشف النقاب فی شرح لمعه الدمشقیه